# Jorge Fernando Castro
Jorge Fernando Castro est un boxeur argentin né le 18 août 1967 à Caleta Olivia.

## Carrière
Passé professionnel en 1987, il remporte le titre de champion du monde des poids moyens WBA laissé vacant par John David Jackson le 12 août 1994 en battant aux points par décision partagée Reggie Johnson. Après 4 défenses victorieuses, notamment contre Jackson le 10 décembre 1994, il s'incline face au japonais Shinji Takehara le 19 décembre 1995.

## Distinction
- Castro - Jackson I est élu combat de l’année en 1994 par Ring Magazine.